# Telema wunderlichi
Espèce
Telema wunderlichi est une espèce d'araignées aranéomorphes de la famille des Telemidae.

## Distribution
Cette espèce est endémique du Hunan en Chine,. Elle se rencontre dans la grotte Chengqiang dans le xian de Sangzhi à Zhangjiajie.

## Description
Le mâle mesure 1,48 mm et les femelles de 1,06 à 1,90 mm.

## Étymologie
Cette espèce est nommée en l'honneur de Jörg Wunderlich.

## Publication originale
- Song & Zhu, 1994 :  On some species of cave arachnids of China. Sixtieth Anniversary of the Founding of China Zoological Society: Memorial Volume Dedicated to the Hundredth Anniversary of the Birthday of the Late Prof. Sisan Chen (Z. Chen). China Science and Technology Press, p. 35-46.